# Sigalion spinosus
Sigalion spinosus är en ringmaskart som först beskrevs av Hartman 1939.  Sigalion spinosus ingår i släktet Sigalion och familjen Sigalionidae. Inga underarter finns listade i Catalogue of Life.